# Division Luftbewegliche Operationen
Die Division Luftbewegliche Operationen (DLO) war eine Division des Heeres mit Sitz des Stabes in Veitshöchheim. Im Heer 2010 war die Division mit einer Mannstärke von 14.500 Soldaten eine der größten Divisionen des Heeres. Durch ihre Hubschrauberregimenter war sie bis zur Neuausrichtung der Bundeswehr der wesentliche Träger der Luftbeweglichkeit im Heer. Einen weiteren wesentlichen Unterstützungsbeitrag für die Stabilisierungsdivisionen leistete bis zu ihrer offiziellen Auflösung am 31. Dezember 2012 die eingegliederte Heerestruppenbrigade. Außerdem führte die Division in der Luftbewegliche Brigade 1 mit dem Jägerregiment 1 den einzigen Truppenteil der Bundeswehr, der vorrangig als luftbewegliche Infanterietruppe konzipiert war und dazu organisch in eine luftmechanisierte Brigade eingebettet war. Die Division war in Teilen als Verband der Eingreifkräfte klassifiziert. Am 26. Juni 2014 erfolgte der Auflösungsappell.

## Auftrag
Die Division plante und führte luftbewegliche Operationen zum Zweck der Landesverteidigung, Krisenbewältigung oder für (multinationale) Operationen in Einsatzgebieten außerhalb Deutschlands. Weiterhin konnte die Division im nationalen Maßstab Führungsaufgaben für Katastrophenhilfe und humanitäre Einsätze übernehmen. Das Divisionskommando war zur Erfüllung multinationaler Einsätze im Rahmen von NATO und EU als Framework Headquarters aufgestellt. Die Division hielt einen Stab erhöhter Verfügbarkeit im Rahmen des internationalen Krisenmanagements sowie einen Stab Übungen und Einsätze bei NATO- und EU-Operationen vor. In diesen Stäben konnten bei Bedarf Soldaten anderer Nationen integriert werden. Die Division griff hierbei auf ihre Erfahrungen in der engen Kooperation mit der 11 Luchtmobiele Brigade (Niederlande) zurück.

## Verbandsabzeichen und Motto

Division Luftbewegliche Operationen

Das Verbandsabzeichen der Division zeigte einen fliegenden schwarzen Adler auf silbernem Grund, der die Schwingen nach oben streckt und ein Schwert in den Klauen hält. Außerdem zeigte das Wappen unter dem Adler einen roten Pfeil. Der silberne Grund symbolisierte Einsatzfreude, der Adler Stärke, Mut und Tapferkeit und den Kampf aus der Luft. Die heraldisch ungewöhnliche Art seiner Darstellung mit nach oben gestreckten Schwingen stand für das Ausholen zu neuer Kraftentfaltung. Das Schwert demonstrierte Schlagkraft und Eindringtiefe. Der raumüberspannende Pfeil verdeutlichte die dritte Dimension, Raumtiefe und Dynamik der Division. Die silberne Kordelumrandung zeigte den Status als Division an. Der bordeauxrote innere Rand korrespondierte mit der traditionellen Barettfarbe der Heeresflieger und Luftlandetruppen.
Das Motto der Division lautete wie der Wahlspruch der Heeresflieger Nach Vorn.

## Geschichte
Im Jahr 2002 nahm der Aufstellungsstab seine Arbeit auf. Die Division wurde 2002 in Dienst gestellt und führte zunächst die Luftmechanisierte Brigade 1 (die spätere Luftbewegliche Brigade 1), das Heeresmusikkorps 12 (seit Herbst 2002) und die Heeresfliegerbrigade 3 (letztere seit 1. Oktober 2002). 2003 übernahm die Division die zentrale Einsatzsteuerung der Heeresflieger und ihr wurde das Fernmeldebataillon 4 unterstellt, das 2006 zur Panzerbrigade 12 wechselte. 2007 war der Verband Leitdivision für das 17. Deutsche Einsatzkontingent KFOR und das 8. Deutsche Einsatzkontingent EUFOR. Das Fernmeldebataillon Division Luftbewegliche Operationen wurde im Oktober 2006 neu aufgestellt und unterstand von Anfang an der DLO. Kräfte wurde dazu aus der ehemaligen Stabskompanie der DLO umgegliedert. Am 1. Januar 2007 wurde die Luftmechanisierte Brigade 1 in Luftbewegliche Brigade 1 umbenannt. Am 31. Dezember 2007 wurde die Heeresfliegerbrigade 3 aufgelöst und ihre Regimenter – die Transporthubschrauberregimenter 15, 25 und 30 – mit Transporthubschraubern CH-53 bzw. Bell UH-1D dem Divisionskommando unmittelbar unterstellt. Dieses koordiniert seitdem den Flugeinsatzbetrieb. Das zum Brigadeäquivalent umgerüstete Heerestruppenkommando (jetzt: Heerestruppenbrigade) wurde am 10. Dezember 2007 der DLO unterstellt. 2008 wurde als letzter gepanzerter und luftunbeweglicher Großverband der Division die Panzerbrigade 14 in Neustadt aufgelöst.

### Gliederung Ende 2012

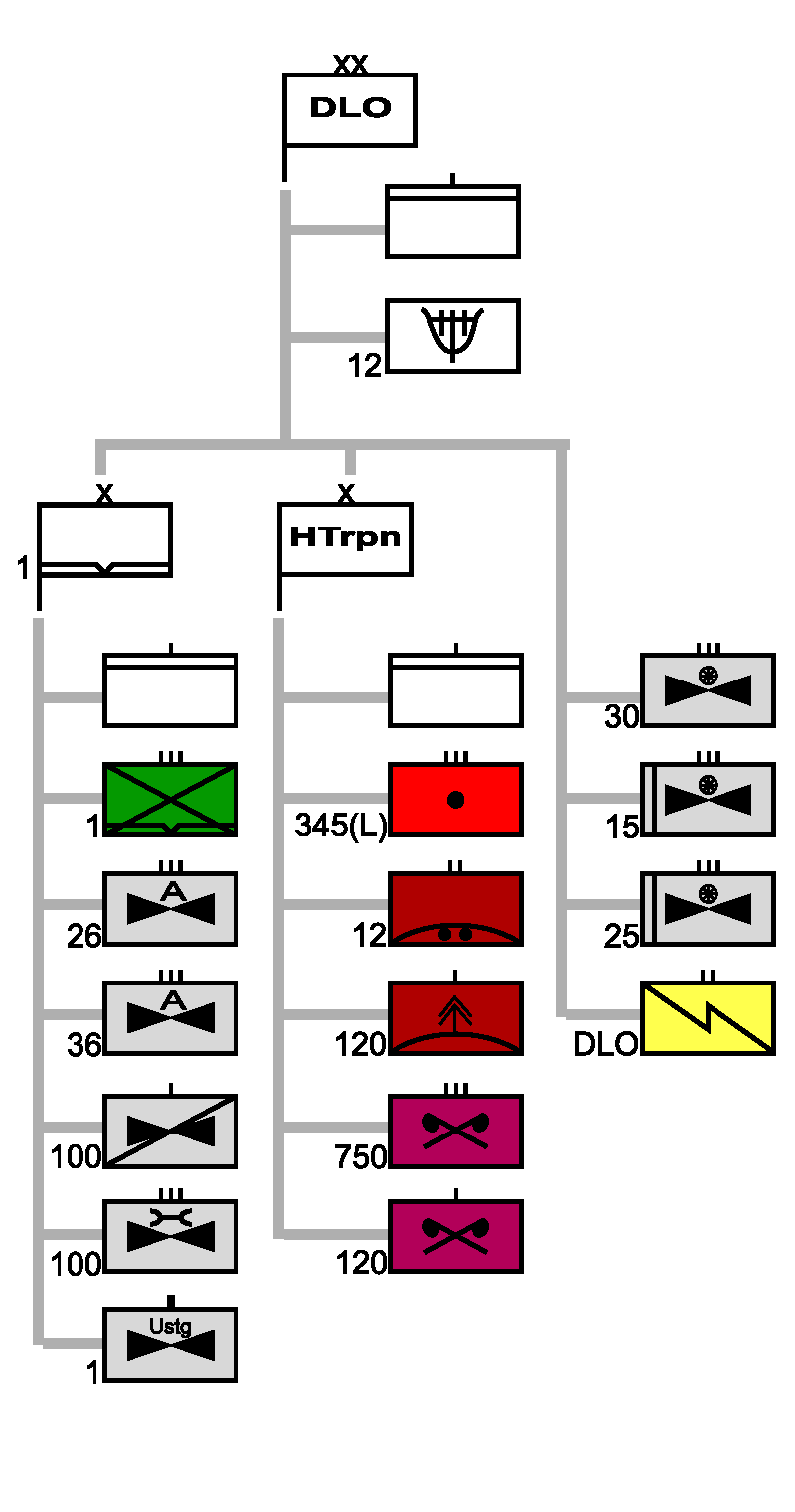
Gliederung vor Auflösung der Heerestruppenbrigade

Die nachfolgende Gliederung zeigt den Stand im Dezember 2012 vor dem Beginn der Auflösung.
- Division Luftbewegliche Operationen
  -  Stab/Stabskompanie Division Luftbewegliche Operationen, Veitshöchheim
    - Divisionstruppen
    -  Heeresmusikkorps 12, Veitshöchheim
    -  Fernmeldebataillon Division Luftbewegliche Operationen, Veitshöchheim
    -  Transporthubschrauberregiment 30, Niederstetten
    -  Mittleres Transporthubschrauberregiment 15, Rheine (Beiname: „Münsterland“)
    -  Mittleres Transporthubschrauberregiment 25, Laupheim (Beiname: „Oberschwaben“)

  -  Luftbewegliche Brigade 1
    -  Stab / Stabskompanie Luftbewegliche Brigade 1, Fritzlar
    -  Jägerregiment 1, Schwarzenborn
    -  Transporthubschrauberregiment 10, Heeresflugplatz Faßberg (Beiname: „Lüneburger Heide“)
    -  Kampfhubschrauberregiment 26, Otto-Lilienthal-Kaserne Roth (Beiname: „Franken“)
    -  Kampfhubschrauberregiment 36, Heeresflugplatz Fritzlar (Beiname: „Kurhessen“)

  -  Heerestruppenbrigade
    -  Stab / Stabskompanie Heerestruppenbrigade, Bruchsal
    -  ABC-Abwehrregiment 750, Bruchsal (Beiname: „Baden“)
    -  ABC-Abwehrbataillon 907, Bruchsal (Couleur: ABC-Abwehrregiment 750. Nicht aktiv. Kein eigenes Großgerät vorhanden bzw. langzeitlagernd.)
    -  ABC-Abwehrkompanie 955, Bruchsal (Couleur: ABC-Abwehrregiment 750. Nicht aktiv. Kein eigenes Großgerät vorhanden bzw. langzeitlagernd.)
    -  Artillerielehrregiment 345, Kusel
    -  Leichte ABC-Abwehrkompanie 120, Sonthofen
    -  Sicherungsbataillon 12, Hardheim

### Auflösung
Mit der Umsetzung der Neuausrichtung der Bundeswehr wurde die Division aufgelöst und ihre Truppenteile nach und nach ebenfalls aufgelöst oder an andere Verbände übergeben.
Die Umsetzung dieser Maßnahme begann mit dem Unterstellungswechsel des Jägerregiments 1 von der Luftbeweglichen Brigade zur Panzerbrigade 21 und der offiziellen Auflösung der Heerestruppenbrigade am 31. Dezember 2012. Die der Brigade unterstellten Truppenteile wurden zunächst direkt der Division unterstellt. Ebenfalls zum Jahreswechsel 2012/2013 erfolgte im Rahmen des „Fähigkeitstransfers Hubschrauber“ die Übergabe der Transporthubschrauber CH-53 an das Hubschraubergeschwader 64 der Luftwaffe. Im ersten Halbjahr 2013 folgte die Auflösung der Mittleren Transporthubschrauberregimenter 15 und 25. Am 23. April 2013 wurden die ehemals zur Heerestruppenbrigade zählenden Truppenteile der ABC-Abwehrtruppe dem ABC-Abwehrkommando unterstellt und somit Teil der Streitkräftebasis. Im Zuge der Auflösung der 13. Panzergrenadierdivision wurde die DLO am 28. Juni 2013 übergangsweise mit der Führung der Panzergrenadierbrigade 37 bedacht. Das Fernmeldebataillon Division Luftbewegliche Operationen wurde am 26. September 2013 mit einem feierlichen Appell verabschiedet; Die endgültige Auflösung erfolgt bis zum März 2014. Teile des aufgelösten Fernmeldebataillons werden für die am 1. Oktober 2013 neu aufgestellte Stabs-/Fernmeldekompanie der Division Süd in Veitshöchheim weiter eingesetzt. Die Führung der Division Süd, die übergangsweise als Aufstellungsstab zur Aufstellung einer „neuen“ 10. Panzerdivision dient, übernimmt der Kommandeur der DLO Benedikt Zimmer. Die Panzergrenadierbrigade 37 wechselte gleichzeitig zur Division Süd. Zum 1. Oktober wurde das Heeresmusikkorps 12 der Streitkräftebasis unterstellt, verbleibt aber am Standort in Veitshöchheim.
Folgende Verbände der Division sind bis Mitte Dezember 2013 aufgelöst bzw. an andere Verbände übergeben worden:
- Jägerregiment 1 (Wurde am 19. Dezember 2012 aus der Luftbeweglichen Brigade herausgelöst und der Panzerbrigade 21 unterstellt. Für das erste Halbjahr 2015 ist die Umgliederung zum Jägerbataillon 1 geplant.)

- Leichte ABC-Abwehrkompanie 120, Sonthofen (Wurde am 23. April 2013 an das ABC-Abwehrkommando der Streitkräftebasis übergeben und wird dort aufgelöst.)
- ABC-Abwehrregiment 750, Bruchsal (Beiname: „Baden“) (Wurde am 23. April 2013 an das ABC-Abwehrkommando der Streitkräftebasis übergeben und dort umgegliedert zum ABC-Abwehrbataillon 750 „Baden“.)
- ABC-Abwehrbataillon 907, Bruchsal (Couleur: ABC-Abwehrregiment 750. Nicht aktiv. Kein eigenes Großgerät vorhanden bzw. langzeitlagernd. Wurde am 23. April 2013 an das ABC-Abwehrkommando der Streitkräftebasis übergeben.)
- ABC-Abwehrkompanie 955, Bruchsal (Couleur: ABC-Abwehrregiment 750. Vorgesehen für ZMZ koordiniert durch Dienststellen der SKB. Teilaktiv. Großgerät wird am örtlichen ZMZ-Stützpunkt vorgehalten. Wurde am 23. April 2013 an das ABC-Abwehrkommando der Streitkräftebasis übergeben.)

- Mittleres Transporthubschrauberregiment 15, Rheine (Beiname: „Münsterland“. Wurde am 30. Juni 2013 aufgelöst.)
- Mittleres Transporthubschrauberregiment 25, Laupheim (Beiname: „Oberschwaben“. Wurde am 5. März 2013 formell aufgelöst. Personal und Gerät wechselten zum HSG 64.)
- Fernmeldebataillon Division Luftbewegliche Operationen, Veitshöchheim (Auflösungsappell am 26. September 2013)[4]
- Heeresmusikkorps 12, Veitshöchheim (Unterstellungswechsel zur Streitkräftebasis zum 1. Oktober 2013)[4]
- Panzergrenadierbrigade 37, Frankenberg: übergangsweise von 28. Juni bis 1. Oktober 2013 DLO, zuvor 13. Panzergrenadierdivision, ab 1. Oktober 2013 Division Süd

Am 17. Dezember 2013 erfolgte in Fritzlar die Außerdienststellung der Luftbeweglichen Brigade 1. Gleichzeitig wurden die verbleibenden Hubschrauberverbände des Heeres, das Transporthubschrauberregiment 10, das Transporthubschrauberregiment 30 sowie das Kampfhubschrauberregiment 36 in Fritzlar, der Division Spezielle Operationen (seit 1. Januar 2014 umbenannt in Division Schnelle Kräfte) in Stadtallendorf unterstellt. Die restlichen Truppenteile der Brigade wurden bis zum Jahresende 2013 außer Dienst gestellt.
- Transporthubschrauberregiment 30, Niederstetten (Ab 17. Dezember 2013 Unterstellungswechsel zur Division Spezielle Operationen, die am 1. Januar 2014 in Division Schnelle Kräfte umbenannt wurde.)

 Luftbewegliche Brigade 1  (Außerdienststellung zum 17. Dezember 2013)
- Stab/Stabskompanie Luftbewegliche Brigade 1, Fritzlar (Außerdienststellung zum 17. Dezember 2013)
  -  Transporthubschrauberregiment 10, Heeresflugplatz Faßberg (Beiname: „Lüneburger Heide“, Ab 17. Dezember 2013 Unterstellungswechsel zur Division Spezielle Operationen, die am 1. Januar 2014 in Division Schnelle Kräfte umbenannt wurde.)
  -  Kampfhubschrauberregiment 26, Otto-Lilienthal-Kaserne Roth (Beiname: „Franken“, Außerdienststellung zum 17. Dezember 2013)
  -  Kampfhubschrauberregiment 36, Heeresflugplatz Fritzlar (Beiname: „Kurhessen“, Ab 17. Dezember 2013 Unterstellungswechsel zur Division Spezielle Operationen, die am 1. Januar 2014 in Division Schnelle Kräfte umbenannt wurde.)

Das Artillerielehrregiment 345 wird zum Artillerielehrbataillon 345 umgegliedert und verlegt nach Idar-Oberstein. Gemeinsam mit dem Sicherungsbataillon 12 wurde das Artillerielehrbataillon 345 zum 1. Januar 2014 der Division Süd unterstellt. Am 26. Juni 2014 erfolgte der Auflösungsappell der Division.

### Kommandeure
| Nr. | Name                                  | Beginn der Berufung | Ende der Berufung |
| --- | ------------------------------------- | ------------------- | ----------------- |
| 4   | Generalmajor Benedikt Zimmer          | 20. Dezember 2012   | 26. Juni 2014     |
| 3   | Generalmajor Erhard Drews             | 12. Februar 2009    | 20. Dezember 2012 |
| 2   | Generalmajor Carl-Hubertus von Butler | 25. August 2005     | 12. Februar 2009  |
| 1   | Generalmajor Dieter Budde             | 2002                | 25. August 2005   |

### Stellvertretender Kommandeur und Kommandeur Divisionstruppen
| Nr. | Name                                 | Beginn der Berufung | Ende der Berufung |
| --- | ------------------------------------ | ------------------- | ----------------- |
| 4   | Brigadegeneral Ernst-Otto Berk       | 22. April 2009      | 26. Juni 2014     |
| 3   | Brigadegeneral Reinhard Wolski       | 25. Juli 2006       | 22. April 2009    |
| 2   | Brigadegeneral Wolf-Dieter Skodowski | 2004                | 25. Juli 2006     |
| 1   | Brigadegeneral Gerhard Stelz         | 2004                | 2004              |

## Ausrüstung

### Gepanzerte Fahrzeuge

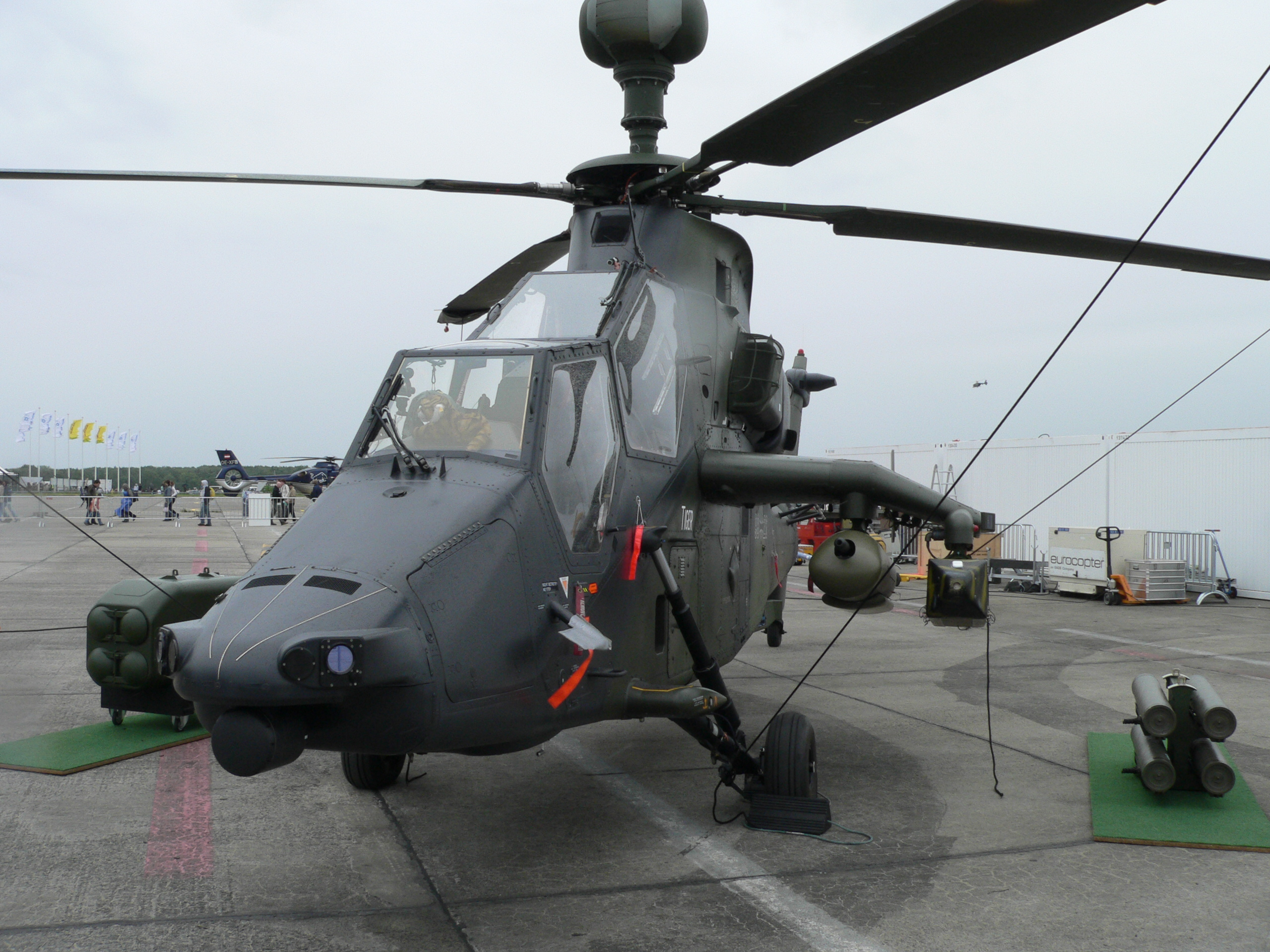
Kampfhubschrauber Tiger

- Panzerhaubitze PZH 2000

### Hubschrauber
- Leichter Transporthubschrauber (LTH) Bell UH-1D
- Panzerabwehrhubschrauber (PAH 1) MBB Bo 105 P 1A1
- Verbindungs- und Beobachtungshubschrauber (VBH) MBB Bo 105 P 1M
- Unterstützungshubschrauber Eurocopter Tiger
- Mittlerer Transporthubschrauber (MTH) NH90